# Phasmatini
I phasmatini sono una tribù di insetti stecco appartenenti alla famiglia Phasmatidae. Ci sono più di 40 specie descritte, distribuite in Australasia, Asia e forse anche in Brasile.

## Generi
Questi generi appartengono alla tribù Phasmatini:
- Acrophylla Gray, 1835
- Anchiale Stål, 1875
- Cigarrophasma Brock & Hasenpusch, 2001 (monotipico Cigarrophasma tessellatum)
- Ctenomorpha Gray, 1833
- Dryococelus Gurney, 1947 (monotipico)
- Eurycnema Serville, 1838
- Onchestus Stål, 1877
- Paractenomorpha Hennemann & Conle, 2004 (monotipico Paractenomorpha baehri)
- Paracyphocrania Redtenbacher, 1908
- Paronchestus Redtenbacher, 1908
- Peloriana Uvarov, 1940 (monotipico Peloriana lobiceps)
- Phasma Lichtenstein, 1796